# Friedrich Gerhard Klimmek
Friedrich Gerhard Klimmek, kurz F. G. Klimmek (* 3. März 1949 in Wanne-Eickel, seit 1975 zu Herne) ist ein deutscher Rechtsanwalt und Kriminalromanautor.

## Leben und Wirken
Von 1959 bis 1967 besuchte er das Neusprachliche und Mathematisch-Naturwissenschaftliche Jungengymnasium Eickel. Nach dem Abitur studierte F.G. Klimmek Rechtswissenschaften. Den universitären Teil dieses Studiums schloss er 1974 mit dem ersten juristischen Staatsexamen ab, nach dem Referendariat folgte das zweite Staatsexamen, womit Klimmek Volljurist wurde. Seit seiner Zulassung im Jahre 1977 betreibt er in seiner Heimatstadt eine eigene Anwaltskanzlei.
Von Jugend an interessierten ihn Kriminalromane; sein Lieblingsautor war damals Arthur Conan Doyle. Er ist seither ein profunder Kenner der Sherlock-Holmes-Geschichten, bevorzugt allerdings Autoren wie Raymond Chandler, Dashiell Hammett und deren Sujetnachfolger. Ihm selber gelang 2003 sein literarisches Debüt mit dem Kriminalroman Wie die Fliegen, der beim KBV-Verlag in Hillesheim veröffentlicht wurde. Insgesamt verfasste Klimmek zwei historische Romane und neun Kriminalromane, einige ebenfalls in Form von Amazon Kindle und als Hörbücher mit Sprechern wie Ingo Naujoks und Kurt Glockzin. Seine Krimiserie um den schrägen Ermittler Schmidt und seine ungewöhnlichen historischen Krimis haben ihm einen großen Fankreis beschert. Die Kurzgeschichten sind in diversen Anthologien veröffentlicht worden. Hinzu kamen 2013 und 2015 die unter dem Pseudonym „Jean-Christophe Mürlenbach“ bei Kindle erschienenen Satiren, in denen Klimmek die vielfachen Dilettantismen der Regionalkrimiwelle persifliert.

## Bücher

### Historische Romane
- Der Raben Speise. KBV-Verlag, Hillesheim 2004, ISBN 978-3-937001-39-5.
- Des Satans Schatten. KBV-Verlag, Hillesheim 2005, ISBN 978-3-937001-61-6.

### Kriminalromane
- Wie die Fliegen. KBV-Verlag, Hillesheim 2003, ISBN 978-3-937001-07-4.
- Schnee von gestern. KBV-Verlag, Hillesheim 2004, ISBN 978-3937001-13-5.
- Sherlock Holmes und die wahre Geschichte von gesprenkelten Band oder Mrs. Hudsons Theorie. VMD Verlag Media Design, Frankfurt 2004, ISBN 978-3-980733-91-5.
  - Übersetzung Christoph Simon Masuch: Sherlock Holmes and the True Adventure of the Speckled Band. Amazon Kindle 2013 (englisch).
- Tod mit Moselblick. KBV-Verlag, Hillesheim 2006, ISBN 978-3-937001-75-3.
- Ein Fisch namens Aalbert. Schuppen, Schüsse, scharfe Sprotten. KBV-Verlag, Hillesheim 2007, ISBN 978-3-940077-15-8.
- Mach’s noch einmal, Aalbert! Fische tragen keine Karos. KBV-Verlag, Hillesheim 2009, ISBN 978-3-940077-65-3.
- Asche und Staub. KBV-Verlag, Hillesheim 2011, ISBN 978-3-942446-26-6.

### E-Books
- Tote aus Amsterdam. Amazon Kindle 2013.
- Gute Nachtgeschichten. Amazon Kindle 2013.

Als Jean-Christophe Mürlenbach
- Eifelmist. Amazon Kindle 2013.
- Eifelnullen. Amazon Kindle 2015.

## Hörbücher
- Sprecher Kurt Glockzin: Wie die Fliegen. Audio-CD, Radioropa 2006, ISBN 978-3-866672-47-5.
- Sprecher Kurt Glockzin: Schnee von gestern. Audiobook CD, Daun, Radioropa 2008, ISBN 978-3-836803-80-9.
- Sprecher Ingo Naujoks: Ein Fisch namens Aalbert. Audiobook CD, Radioropa 2009, ISBN 978-3-836803-79-3.
- Sprecher Ingo Naujoks: Mach’s noch einmal, Aalbert! Audiobook CD, Radioropa 2009, ISBN 978-3-836805-13-1.

## Kurzgeschichten in Anthologien
- Alte Hausmittelchen. In: Ralf Kramp (Hrsg.): Frühling, Sommer, Herbst und Mord. Grenz-Echo Verlag, Eupen 2003.
- Der schwarze Peter. In: Jacques Berndorf (Hrsg.): Mords-Eifel – kriminelle Geschichten aus einem morderischen Landstrich. KBV-Verlag, Hillesheim 2004.
- Ein Eisbär, ein Lehrer und eine Telefonzelle. In: Joachim Wittkowski (Hrsg.): Hic, haec, hoc. Der Lehrer hat einen Stock. Henselowsky Boschmann Verlag, Bottrop 2007.
- Sherlock Holmes und der Fall der erstochenen Leiche. In: Wolfgang Kemmer (Hrsg.): Happy Birthday, Mister Holmes. Neue Fälle für den Meisterdetektiv. Jokers-Verlagsgruppe Weltbild, Augsburg 2007.
- Der kalte Fritz. In: Wolfgang Kemmer (Hrsg.): In Kürze verstorben. KBV-Verlag, Hillesheim 2008.
- Des Teufels Schoß. In: Wolfgang Kemmer (Hrsg.): Zeter und Mordio! Jokers-Verlagsgruppe Weltbild, Augsburg 2008.
- Hartz 9 mm. In: H. P. Karr (Hrsg.): Hängen im Schacht. Das Mordsbrevier für’s Mordsrevier. KBV-Verlag, Hillesheim 2009.
- Der schreckliche Klaas. In: H. P. Karr (Hrsg.): Endstation Ostsee. Kurzkrimis von Rostock bis Heringsdorf. KBV-Verlag, Hillesheim 2009.
- Brauneberger Seelenfrieden. In: Carsten Sebastian Henn (Hrsg.): Wein, Mord und Gesang. KBV-Verlag, Hillesheim 2010.
- Unsere Stadt soll schöner werden. In: H. P. Karr (Hrsg.): Schicht im Schacht. Maloche, Macker und Moneten. KBV-Verlag, Hillesheim 2011.
- Küß den goldenen Frosch. In: Almuth Heuner (Hrsg.): Küche, Diele, Mord. Kurzkrimis von Keller bis Dachboden. KBV-Verlag, Hillesheim 2013, ISBN 978-3-942446-93-8.
- Ein Salzstreuer namens Kulicke oder Wanner Mordnächte – eine Undenkbarkeit? In: Jahrbuch Emscherbrücher. Band 16/2013.